# Manteaupolder
De Manteaupolder is een poldertje ten noorden van IJzendijke, behorende tot de Oranjepolders.
Het slechts 6 ha grote poldertje werd vermoedelijk eind 17e bedijkt. De naam is waarschijnlijk afkomstig van de Sluisse landmeter Pieter Manteau van Dalem (1607-1688).
De polder, die praktisch één geheel vormt met de Zachariaspolder 1e deel, wordt begrensd door de Oranjedijk en de Grote Put. Hieraan ligt, iets ten zuidoosten van de polder, het wiel, Groote Put genaamd.